# Żołędno (województwo warmińsko-mazurskie)
Żołędno (niem. Gillwalde) – osada w woj. warmińsko-mazurskim, w pow. ostródzkim, w gminie Miłakowo.
Miejscowość wzmiankowana w dokumentach z roku 1315, jako dwór pruski na 9 włókach. Pierwotna nazwa Geylenwalt najprawdopodobniej wywodzi się z języka pruskiego, w którym gile oznacza żołądź. W roku 1782 we wsi odnotowano 11 domów (dymów), natomiast w 1858 w pięciu gospodarstwach domowych było 57 mieszkańców. W latach 1937–39 było 71 mieszkańców. W roku 1973 jako majątek Żołędno należało do powiatu morąskiego, gmina i poczta Miłakowo. W latach 1975–1998 miejscowość administracyjnie należała do województwa olsztyńskiego.